# 岡村嘉隆
岡村 嘉隆（おかむら よしたか〔別名義：岡村 喜隆、岡村 嘉孝〕、1935年 - ）は、日本の俳優、演出家。

## 略歴
兵庫県明石市生まれ。関西学院大学文学部心理学科卒業。
1959年、岡村戯曲研究会結成。
1962年、大阪・ミナミを拠点とする劇団「プロメテ」を結成し主宰を務める。
1965年5月、フランス・ナンシーで行われた世界大学演劇祭に関西学院大学劇研究会と一緒に参加、構成・演出を務めた劇『時の果てに』で審査員特別賞受賞。
1965年12月、自らプロデュース、出演共に務めた作品『愛情は深い海の如く』（テレンス・ラティガン作）で大阪文化祭賞受賞。
1969年、島之内教会内にプロメテの全面協力の元、島之内小劇場を発足。
1969年3月、「1968年度の劇団プロメテの劇団活動」にて、大阪府民劇場奨励賞受賞。同年12月、自らの演出作品『毒薬とオールドミス』（ジョセフ・ケッセルリング作）で大阪文化祭賞受賞。
1989年1月、自らの演出作品『エリアンの手記』（山崎哲 作）で大阪新劇団協議会より作品賞と大阪文化祭奨励賞を受賞。
1991年5月、それまでの文化芸術の功労を評価され、大阪府知事表彰を受ける。
1994年3月、演出作品『マッチ売りの少女』（別役実 作）で大阪文化祭賞受賞。
その後、松竹芸能タレント養成所、ミヤコ蝶々学園、劇団ひまわり大阪養成所などの設立にかかわり、それぞれにおいて講師を務める。神戸学院女子短期大学、大阪府立看護大学で講師を務める。
2006年から2008年の3年間にわたって『作者が紡ぎ出した言葉を楽しむ会』の講義を行う。この講義の内容が2010年に『演出家の目で視た作家と作品』として書籍化。

## 出演

### 映画
- 「潤の街」（1989年6月3日） - 源三 役
- 「美味しんぼ」（1996年4月13日）

### テレビドラマ
- 「部長刑事」（テレビ朝日）
  - 「部長刑事」
    - 第1279話「デカと包丁と魚」（1983年4月30日）
    - 第1297話「黒い羊が棲む家」（1983年9月3日）
    - 第1490話「300人危機一髪!」（1987年5月23日）

  - 「新・部長刑事 アーバンポリス24」第274話（1996年5月25日）
- 「西部警察 PART-III」第49話（1984年4月22日、テレビ朝日）
- 「長七郎江戸日記」（日本テレビ）
  - 「長七郎江戸日記 第1シリーズ」第45話（1985年1月8日） - ぼたん屋門兵衛 役
  - 「長七郎江戸日記 第2シリーズ」第31話（1988年11月15日） - 無楽斎 役
- 木曜ゴールデンドラマ「あなたは妻を救えるか」（1985年8月8日、日本テレビ）
- 必殺シリーズ（テレビ朝日）
  - 「必殺橋掛人」第7話（1985年9月13日） - 辰己屋 役
  - 「必殺仕事人V・激闘編」第18話（1986年3月28日）
- 「谷崎・その愛 我という人の心は」（1985年11月16日、NHK） - 小林富三郎 役
- 「暴れん坊将軍」（テレビ朝日）
  - 「暴れん坊将軍II」第151話（1986年5月10日） - 吉村良庵 役
  - 「暴れん坊将軍III」第126話（1990年9月1日） - 井戸重兵衛 役
  - 「暴れん坊将軍IV」第55話（1992年5月16日） - 内藤主馬 役
  - 「暴れん坊将軍V」
    - 第2話「隠居金千両の行方」（1993年4月10日） - 京山 役
    - 第33話「鳶口一本、炎の男道!」（1994年1月8日） - 田辺肥前守是之 役

  - 「暴れん坊将軍VI」第49話（1995年12月30日） - 巽屋清右衛門 役
- 山村美紗サスペンス（フジテレビ）
  - 「死人が夜ピアノを弾く」（1986年10月6日）
  - 「水仙の花言葉は死」（1990年4月23日）
- 東芝日曜劇場「君にささげる歌」（1987年11月15日、TBS）
- 「裸足のシンデレラ」（1988年2月22日 - 3月11日、NHK）
- 「大岡越前 第10部」第9話（1988年4月25日、TBS）
- 男と女のミステリー → 金曜エンタテイメント（フジテレビ）
  - 「丹後・宮津殺人岬」（1988年8月19日）
  - 「京都祇園入り婿刑事事件簿」第3作（1998年4月17日）
- 連続テレビ小説（NHK）
  - 「純ちゃんの応援歌」
    - 第1話・第2話（1988年10月3日・10月4日） - 村長 役
    - 第148話・第150話・第151話（1989年3月29日・3月30日・3月31日） - 山本景二 役

  - 「おんなは度胸」第132話（1992年9月5日） - 西川 役
  - 「ええにょぼ」第75話（1993年6月30日）
- 「わが歌・我愛ニイ」（1988年10月3日 - 10月28日、NHK）
- 「大忠臣蔵」（1989年1月2日、テレビ東京） - 堀内伝右衛門 役
- 「水戸黄門」（TBS）
  - 「水戸黄門 第18部」第18話（1989年1月16日）
  - 「水戸黄門外伝 かげろう忍法帖」第14話（1995年8月21日）
- 火曜スーパーワイド「和久峻三の祇園のゲイシャ弁護士Ⅱ」（1989年8月29日、テレビ朝日）
- 「月影兵庫あばれ旅 第1シリーズ」第12話（1989年12月22日、テレビ東京）
- 時代劇スペシャル「十三人の刺客」（1990年3月28日、フジテレビ）
- 「花真珠」（1990年4月2日 - 9月28日、日本テレビ）
- 「三匹が斬る!」（テレビ朝日）
  - 「続続・三匹が斬る!」第15話（1990年5月17日）
  - 「新・三匹が斬る!」第2話（1992年7月23日） - 結城屋徳右衛門 役
- 「神谷玄次郎捕物控」第1話（1990年6月20日、フジテレビ）
- 「参上! 天空剣士」第15話（1990年7月8日、テレビ東京）
- 「鞍馬天狗」第6話（1990年11月11日、テレビ東京）
- 「名探偵・金田一耕助シリーズ」（TBS）
  - 第12作「魔女の旋律」（1991年2月27日）
  - 第18作「迷路の花嫁」（1993年9月20日）
- 土曜ワイド劇場（テレビ朝日）
  - 「京都殺人案内」
    - 第17作「美人画商の黒いワナ」（1991年3月16日） - 呉服屋 役
    - 第20作「雪降る北の港町 小樽の海に泣く女「なぜ結婚しないの」」（1994年3月19日）

  - 「京都妖怪地図」第5作（1993年5月15日）
- 「いのちの現場から」（1992年4月6日 - 5月29日、TBS） - 森田 役
- 「闇を斬る!大江戸犯科帳」第6話（1993年4月12日、日本テレビ）
- 「江戸の用心棒」第20話（1995年2月7日、日本テレビ） - 大杉屋 役

## 著書
- 「演出家の目で視た作家と作品」（友月書房　2010年12月10日発行）